# 카바레 사운드
카바레 사운드(Cavare Sound)는 1996년 4월 1일에 설립된 대한민국의 음반사이다. 처음 발매한 음반은 1998년에 발매된, 지금은 오! 부라더스에서 활동하고 있는 이성문의 《이성문의 불만》이다.
2004년에는 카바레 EP 시리즈 1호로써 페퍼톤스의 《A Preview》를 발매하였다.
이후 페퍼톤스는 2008년 안테나뮤직으로 옮겼다.
2005년에는 한국대중음악상 '올해의 레이블' 부분을 수상했다.

## 소속 음악인
- 아지토
- 이성문
- 뎁
- 마이크로키드
- 오! 부라더스
- 지노
- 쾅프로그램
- 타프카부다
- 포브라더스

### 과거 소속 음악인
- 곤충스님윤키
- 구남과여라이딩스텔라
- 락타이거스
- 잠
- 위치윌
- 은희의 노을
- 캐비넷 싱얼롱즈
- 코코어
- 페퍼톤스
- 플라스틱 피플